# Víctor Marchesini
Víctor Carlos Marchesini (provincia de Río Negro, Argentina, 1 de septiembre de 1930 - Posadas, 1999), político argentino. 
Se educó en el Colegio Don Bosco de Bahía Blanca. Estudió Derecho en la Universidad Nacional de Córdoba, donde conoce a quien sería su esposa, Casiana Sánchez Monllor, que procedía de la Ciudad de Posadas.
Marchesini se radica entonces en la ciudad de Posadas al terminar sus estudios y trabaja en el Poder Judicial. 

## Vida política
Comienza su participación política en las filas de la Unión Cívica Radical del Pueblo, siendo Diputado provincial electo en 1964. Ante el golpe militar de 1966 desconoció al presidente usurpador, siendo detenido en numerosas oportunidades por el régimen militar autoritario.
En 1973 es candidato a Intendente de la Ciudad de Posadas por la Unión Cívica Radical.
En 1975 asume como diputado provincial y es nombrado Jefe de Bancada de la UCR. Funda en Misiones el Movimiento de Renovación y Cambio dentro de su partido. Como abogado defiende a detenidos ilegalmente durante la presidencia de María Estela Martínez de Perón. 
Al producirse el golpe militar del 24 de marzo de 1976, es detenido en su domicilio y puesto a disposición del poder ejecutivo nacional, sin cargos ni proceso judicial y encarcelado en la Ciudad de La Plata.
Con la salud muy deteriorada es excarcelado en abril de 1980, luego de múltiples presiones y denuncias internacionales que exigían su liberación. Ya en Misiones, participa en la fundación de la Asamblea Permanente por los Derechos Humanos y en las elecciones de 1983 resulta elegido Diputado Nacional por la UCR. 
En 1986 fue designado Asesor Presidencial por el presidente Raúl Alfonsín. Recibe la condecoración a los Derechos Humanos por la Organización de Estados Americanos (OEA) reunida en Santo Domingo.
Se retira de la actividad en 1991 con una salud muy deteriorada, falleciendo en 1999, en la Ciudad de Posadas.
- Datos: Q7944689